# رونالد جی گریب
رونالد جی گریب (به انگلیسی: Ronald John Grabe) فضانورد اهل ایالات متحده آمریکا است که در ۱۳ ژوئن ۱۹۴۵ میلادی در نیویورک زاده شد. وی در مأموریت اس‌تی‌اس-۵۱-جی، اس‌تی‌اس-۳۰، اس‌تی‌اس-۴۲، اس‌تی‌اس-۵۷ حضور داشته است.